# Diamond Plate
Diamond Plate ist eine US-amerikanische Thrash-Metal-Band aus Worth, Illinois.
Die Band wurde im Jahr 2004 von Jon Macak, Konrad Kupiec und Jim Nicademus gegründet und veröffentlichte ihre Debüt-EP Mountains of Madness vier Jahre später, als der Altersdurchschnitt der Bandmitglieder gerade einmal 15 Jahre betrug. Diese Aufnahme fand im gleichen Jahr auch Verwendung als Teil einer Split-EP mit der schwedischen Thrash-Metal-Band Oppression, die bei Stormspell Records erschien. Das britische Musikmagazin Terrorizer listete Diamond Plate auf einer Liste der besten Bands ohne Plattenvertrag im Jahr 2008 auf Platz fünf.
Im Jahr 2009 veröffentlichte die Band eine zweite EP namens Relativity in Eigenregie. Kurz danach spielte sie auf dem Festival Thrasho De Mayo in Los Angeles und dem Chicago Powerfest und wurde im Sommer 2010 von Digby Pearson, dem Gründer des britischen Plattenlabels Earache Records, kontaktiert, der der Band einen Plattenvertrag anbot. Dieser wurde wenige Monate später unterzeichnet und zu Beginn des Jahres 2011 mit Mario Cianci ein zweiter Gitarrist in die Band aufgenommen. Am 9. August 2011 erschien das Debütalbum Generation Why? in den USA, Produzent war Neil Kernon.
Die Band spielte unter anderem als Vorband von Behemoth, Gojira, Exodus, Dirty Rotten Imbeciles, Overkill und Destruction.

## Diskografie
- 2008: Mountains of Madness (EP, Eigenveröffentlichung)
- 2008: Thrash Clash, Volume 2 (Split-EP mit Oppression, Stormspell Records)
- 2009: Relativity (EP, Eigenveröffentlichung)
- 2011: Generation Why? (Earache Records)
- 2013: Pulse (Earache Records)